# 마스조에 요이치
마스조에 요이치(일본어: 舛添要一, 1948년 11월 29일 ~ )는 일본 기타큐슈시 출신의 정치인이다. 자민당 소속의 참의원 의원을 지냈으며 후생노동대신을 역임했다. 2014년 도쿄도지사에 당선되었으나 정치자금 수수 의혹으로 2017년 물러났다.

## 생애
후쿠오카현 야하타(八幡) 시에서 태어났으며, 도쿄 대학 법학부 정치학과를 졸업했다. 파리 대학 현대 국제 관계사 연구소 객원 연구원, 제네바 고등국제 정치 연구소 객원 연구원 등을 거쳐 1979년 도쿄대 교양학부 조교수에 취임했다. 프랑스의 정치 외교를 비롯하여 국제관계론 등을 연구해왔다.
1980년대부터는 TV 토론 방송 등에 자주 출연하여, 그 토론 스타일로 각광을 받았다. 이후 도쿄대의 체질에 비판을 하며 퇴임 후 프리랜서로 일본의 버라이어티 방송에 출연하며 국제 정세, 문화, 사회 문제 등에 걸쳐 그 활동의 폭을 넓혔다. 1999년 도쿄도지사 선거에 출마하여 3위로 84만표를 획득했다. 2001년 7월 비례대표구에 자민당 소속으로 출마하여 1,588,862표를 획득하여 1위로 당선되었다. 2007년 7월에 다시 참의원 비례대표구로 출마하여 당선되었다. 8월 27일 제1차 아베 신조 내각 개조내각의 후생노동성 장관으로 임명되어, 연금문제를 비롯한 많은 사회 문제를 담당했다. 이후 후쿠다 야스오 내각, 아소 내각에서도 연임을 했다. 2009년 제45회 일본 중의원 의원 총선거에서 자민당이 제2당으로 전락하면서 아소 내각은 내각 총사퇴를 했고 마스조에도 장관직에서 물러났다. 2010년 4월 22일 마스조에는 자민당을 탈당하고 야노 데쓰로(矢野哲朗) 전 참의원국회대책위원장, 고이케 마사카쓰(小池正勝) 참의원 등 여섯 명의 의원으로 신당개혁을 창당하고 대표로 취임했다. 자민당 측은 의원직을 사직하고 의석을 반납해야 옳다며 마스조에를 제명했다. 2014년 2월 11일 재보궐선거에서 도쿄도 지사후보에 당선되에 공식 취임하였다. 2016년 6월 21일 불법 정치자금 문제로 인하여 도쿄 도지사 직을 사임했다.
한일의원연맹의 간사직을 맡고 있기도 하다.

## 역대 선거 결과
|  | 15.30% |

|  | 0% |

|  | 0% |

|  | 43.40% |

## 참고 자료
- (일본어) 공식 사이트
- (일본어) 공식 블로그
- (일본어) TOKYO自民党